# Luces (álbum)
Luces es el primer álbum en vivo de la banda argentina Babasónicos. Fue grabado sobre la base del espectáculo presentado por la banda el 6 de mayo de 2006 en el Estadio Luna Park a excepción de la canción "Yegua", la cual fue extraída de la presentación en el Orfeo de Córdoba en noviembre de 2005. El álbum contiene un DVD con imágenes y videos del show.

## Lista de canciones
1. Así se habla (2:11) - Anoche, 2005
2. Carismático (2:43) - Anoche, 2005
3. Puesto (3:26) - Anoche, 2005
4. Suturno (4:03) - Infame, 2003
5. Capricho (2:44) - Anoche, 2005
6. Yegua (2:43) - Anoche, 2005
7. El colmo (2:38) - Anoche, 2005
8. Putita (3:45) - Infame, 2003
9. Sin mi Diablo (2:53) - Infame, 2003
10. Pendejo (3:02) - Jessico, 2001
11. Ciegos por el diezmo (2:33) - Anoche, 2005
12. Exámenes (3:23) - Anoche, 2005
13. Y qué? (3:12) - Infame, 2003
14. Risa (3:10) - Infame, 2003
15. Deléctrico (4:38) - Jessico, 2001
16. El loco (3:21) - Jessico, 2001
17. Pobre duende (1:56) - Anoche, 2005
18. Confundismo (4:32)
19. Testigo de nadie (2:13)